# Phrudocentra viridipurpurea
Phrudocentra viridipurpurea är en fjärilsart som beskrevs av George Duryea Hulst 1898. Phrudocentra viridipurpurea ingår i släktet Phrudocentra och familjen mätare. Inga underarter finns listade i Catalogue of Life.